# John Forbes Nash
John Forbes Nash, ofta bara John Nash eller John Forbes Nash Jr., född 13 juni 1928 i Bluefield, West Virginia, död 23 maj 2015 nära Monroe Township, New Jersey, var en amerikansk matematiker, ansedd som en av 1900-talets främsta. För sitt banbrytande arbete inom spelteorin under tidigt 1950-tal belönades han med Sveriges Riksbanks pris i ekonomisk vetenskap till Alfred Nobels minne 1994. Filmen A Beautiful Mind är baserad på Nashs liv och han porträtteras där av Russell Crowe.
Nash mottog Sveriges Riksbanks pris i ekonomisk vetenskap till Alfred Nobels minne 1994 tillsammans med den ungersk-amerikanske nationalekonomen John Harsanyi och den tyske nationalekonomen Reinhard Selten för analyser av jämviktsförhållanden inom spelteori. Harsanyis arbete fokuserade främst på spel baserade på imperfekt information, det vill säga scenarion i vilka spelare inte har fullständig information om varandras målsättningar.

## Biografi
Nash fick vid 16 års ålder stipendium och började studera vid Carnegie Institute of Technology i Pittsburgh (nuvarande Carnegie Mellon University). Efter masterexamen vid 19 års ålder gick han vidare till Princeton University där han blev filosofie doktor i matematik vid 21 års ålder. Sedan han doktorerat anställdes han som professor vid MIT i Cambridge, Massachusetts.
1958 fick Nash, då tämligen nygift och pressad av sina krav på sig själv, ett psykiskt sammanbrott och diagnostiserades som paranoid schizofren. Han kom att drabbas av skov och perioder av sjukhusvård under 30 år. Mellan 1966 och 1996 publicerade han ingenting till följd av sjukdomen. Dittills hade hans liv kantats av ständiga framgångar. Nashs far led av samma sjukdom.[källa behövs]
Inom matematiken var Nash intresserad av allt, men han var en utpräglat tävlingsinriktad elitist och sökte efter de största utmaningarna. Till hans specialområden hörde spelteori, algebraisk geometri, differentialgeometri och partiella differentialekvationer. År 1957 löste Nash Hilberts nittonde problem genom att bevisa att lösningarna till Lagrangefunktionen alltid är analytiska. Han har även bevisat Nashs inbäddningssatser. År 1958 blev han framhävd av Fortune Magazine som en av "världens främsta matematiker".
I mars 2015 meddelade Norska vetenskapsakademien att han tilldelats Abelpriset, matematikens mest prestigefyllda pris, tillsammans med Louis Nirenberg, för att de oberoende av varandra har föreslagit lösningar på icke-linjära partiella differentialekvationer som beskriver abstrakta geometrier. Detta arbete har lett till att flera matematiska problem har kunnat lösas. Bland annat har ryssen Grigorij Perelman använt deras arbete för att lösa Poincarés förmodan, som var ett av matematikens sju berömda millennieproblem.
23 maj 2015 avled Nash och hans hustru Alicia (född 1933) i en bilolycka på New Jersey Turnpike vid Monroe Township. Paradoxalt var paret på hemväg från Norge, där Nash mottagit Abelpriset den 19 maj. När de hade landat på Newark Airport tog de en taxi, vars chaufför senare miste kontrollen över fordonet på nämnda motorväg.